# Spadice

Reprezentare schematică a unui spadice tipic

În botanică, un spadice sau spadix este un tip de inflorescență racemoasă cu flori mici, sesile, dispuse pe un rahis îngroșat și cărnos. Spadicele este în mod obișnuit protejat de o hipsofilă exagerat de mare, în formă de cornet, numită spată. Spadicele este inflorescența caracteristică a familiei Arecaceae.
Spadicele de la Arum maculatum (rodul-pământului) are florile unisexuate: cele bărbătești dispuse superior, iar cele femeiești inferior. Atât între acestea, cât și deasupra celor bărbătești se află flori sterile, rudimentare, globuloase, cu vârful filiform. Spadicele se întâlnește și la Typha sp. (papură). Știuletele de la Zea mays (porumb) poate fi considerat spadice, dar axa este lignificată, iar florile sunt femeiești și protejate de bractee mari numite pănuși.

## Galerie

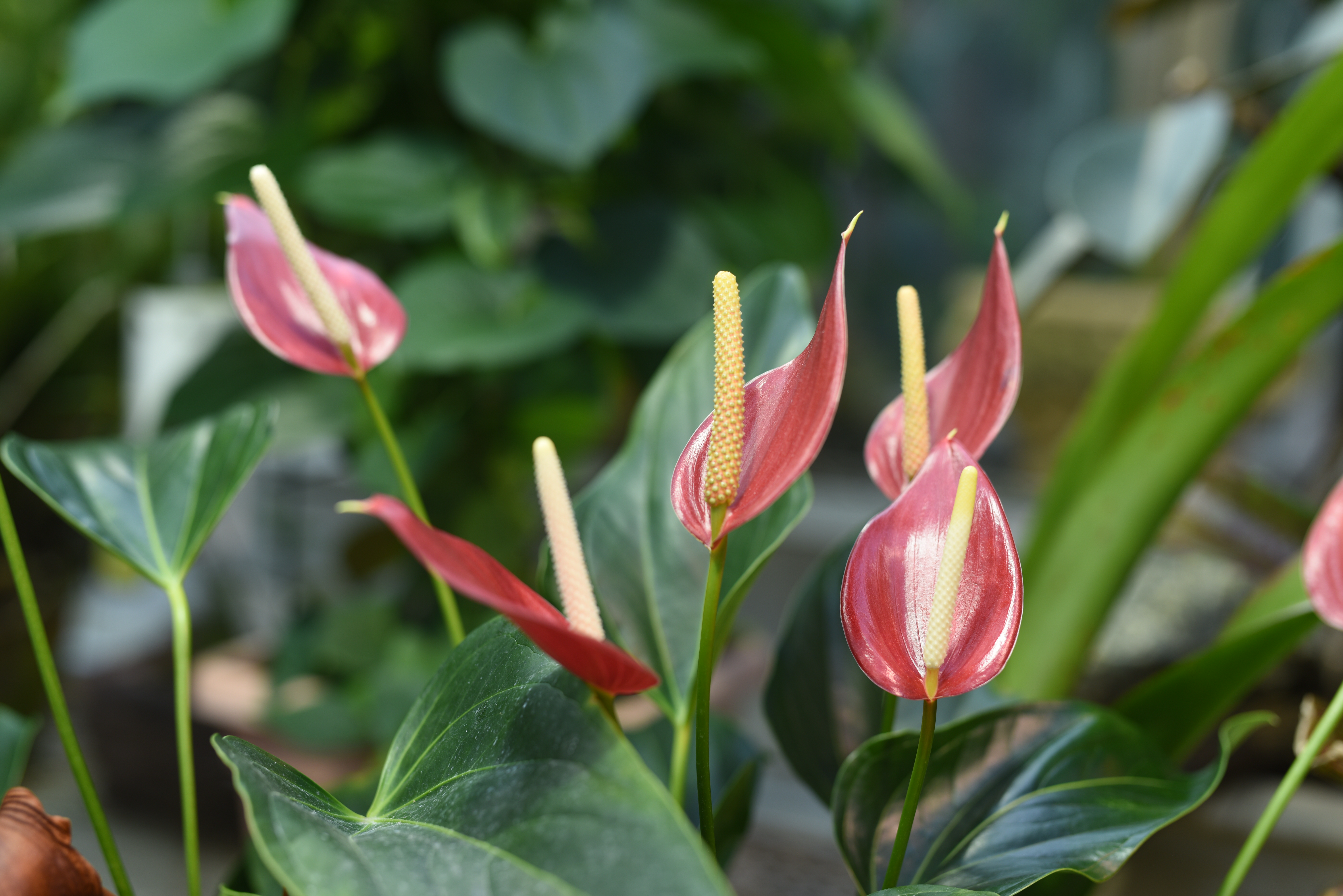
Spadice lung, galben, înconjurat parțial de o spată roz la Anthurium sp. (floarea-flamingo)
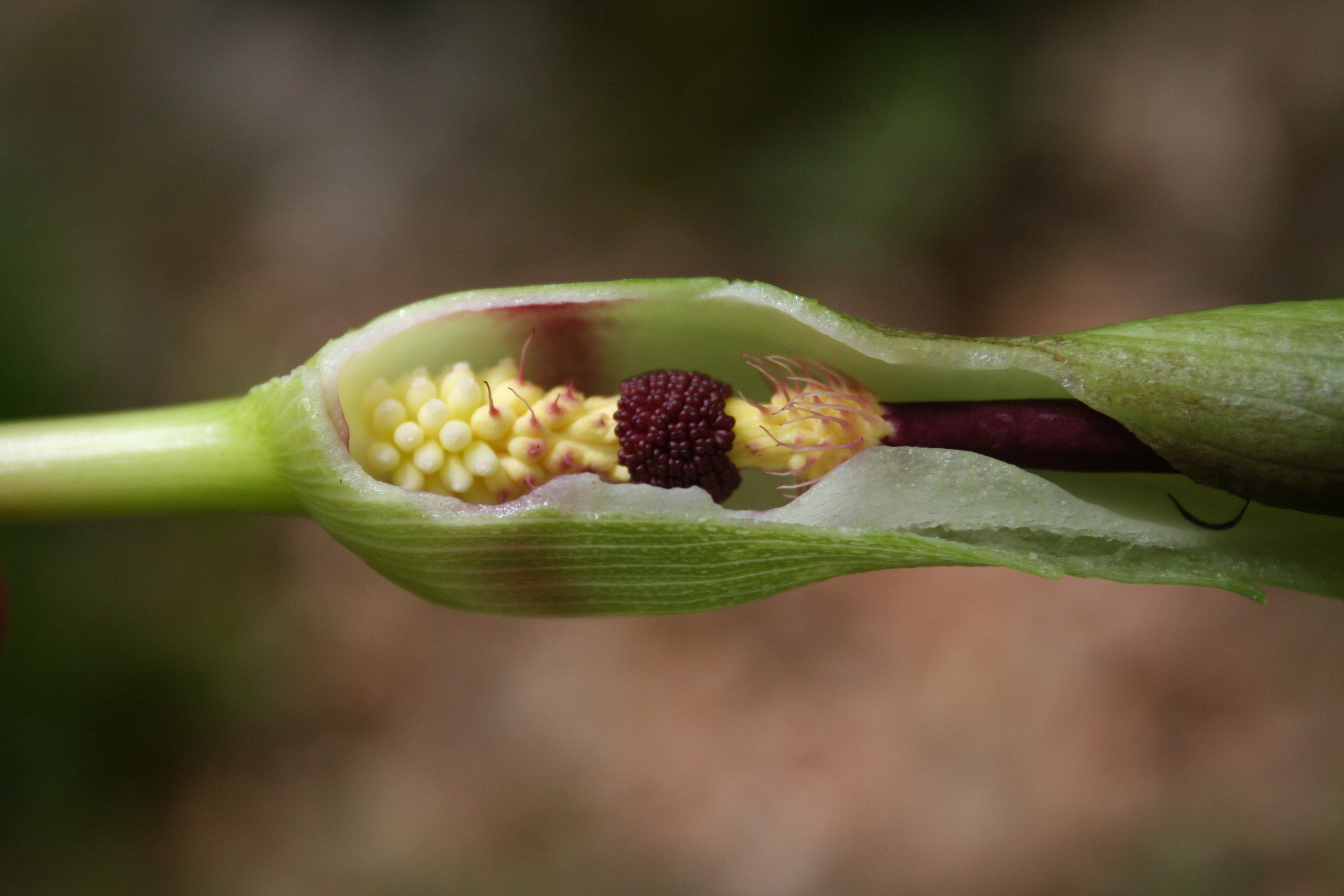
Spadice la Arum maculatum (rodul-pământului). De la stânga la dreapta: flori femeiești, flori bărbătești, flori sterile, apendice
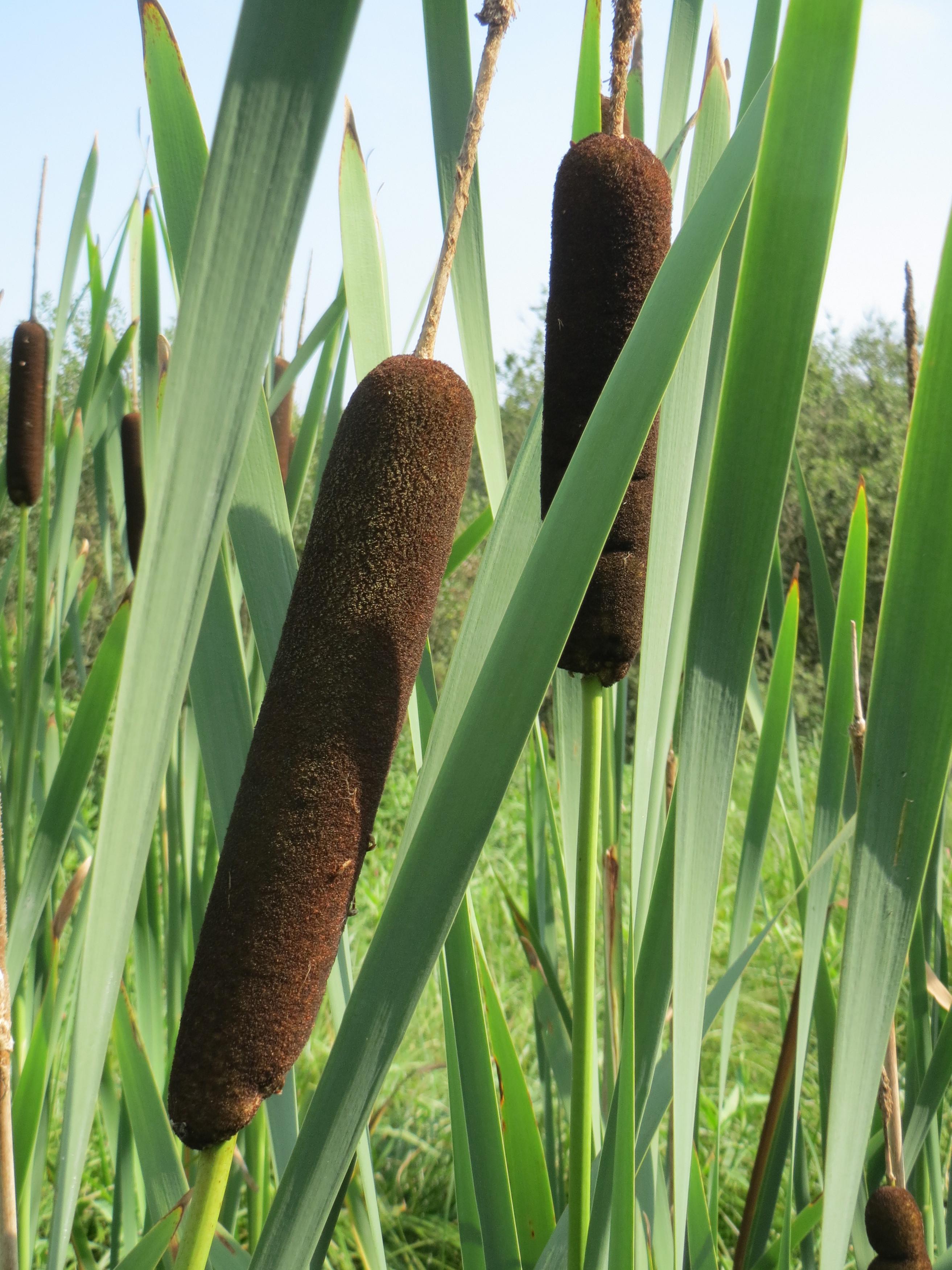
Spadice fără spată la Typha latifolia (papură)
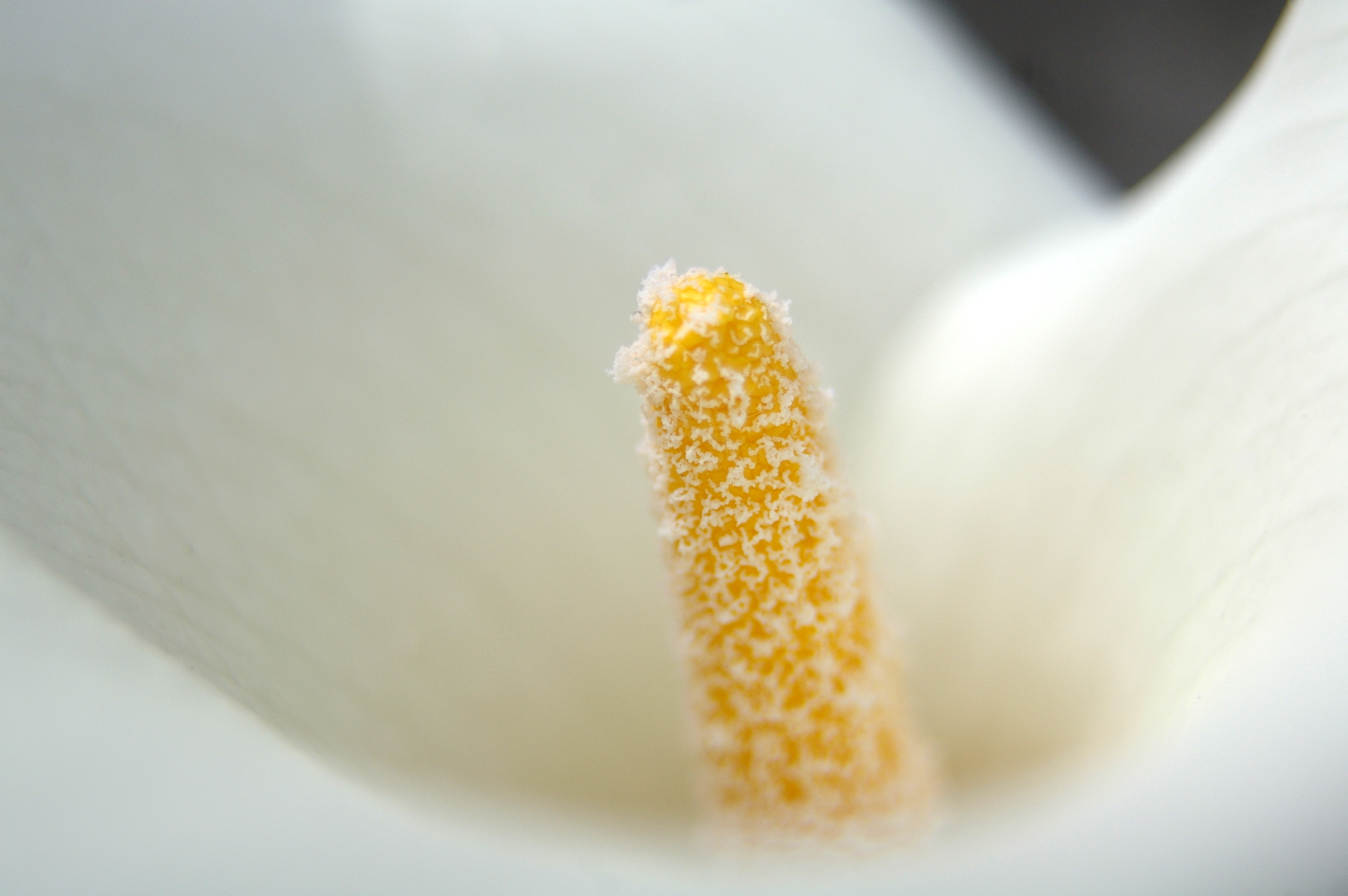
Spadice la Zantedeschia aethiopica (cală)